# William Van Impe
William Frans Van Impe (* 15. Februar 1949) ist ein belgischer Bauingenieur für Geotechnik.
Van Impe war nach seinem Diplomabschluss ab 1973 Forschungsassistent von Edward E. De Beer am Labor für Bodenmechanik der Universität Gent und wurde 1981 bei diesem mit Auszeichnung promoviert. 1982 wurde er Dozent an der Universität Gent und 1985 Leiter des Bodenmechanik-Labors (heute Labor für Geotechnik). 1991 erhielt er eine volle Professur in Gent. Seit 1988 ist er auch Professor an der Katholischen Universität in Löwen. Seit 2006 hat er das Ingenieurbüro AGE.
Er befasste sich insbesondere mit Bodenverbesserung, Bohrpfählen (worüber er vier internationale Konferenzen in Gent organisierte) und seitliche Belastung von Pfählen, Umweltgeotechnik (wie Ausbreitung von Schadstoffen im Boden), geotechnische Fragen im küstennahen Offshore-Bereich (er beriet unter anderem bei Baggerarbeiten für künstliche Inseln beim Bau des Flughafens Hongkong und in Singapur). Er war im geotechnischen Komitee für die geplante Brücke über die Straße von Messina.
1994 bis 1997 war er Vizepräsident der ISSMGE für Europa und 2001 bis 2005 deren Präsident. 1997 bis 2001 war er Vorstand der belgischen geotechnischen Gesellschaft. Er war Leiter mehrerer technischer Komitees der ISSMGE, so TC 14 (Dredging), TC 18 (Deep Foundations) und Ko-Leiter von TC 5 (Environmental Geotechnics).
1995 wurde er Ehrendoktor der San Simon Universität (UMSS) in Bolivien. 1999 war er der erste Terzaghi Lecturer in Wien. 2007 erhielt er in Budapest den Szechy Preis und 2004 in Brüssel den De Beer Preis und den Manuel Rocha Preis in Lissabon. Er ist Direktor der Belgian Royal Academy of Overseas Sciences. 1997 hielt er die erste Vienna Terzaghi Lecture.

## Schriften
- Soil improvement techniques and their evolution, Balkema, Rotterdam 1989
- mit Lymon C. Reese Single piles and pile groups under lateral loading, Balkema 2001
- mit R. D. Verástegui Flores: Underwater embankments on soft soil: a case history, Taylor and Francis 2007